# Corvus coronoides
Il corvo imperiale australiano o semplicemente corvo australiano (Corvus coronoides Vigors & Horsfield, 1827) è un uccello passeriforme della famiglia Corvidae.

## Etimologia
Il nome scientifico della specie, coronoides, deriva dal greco κορωνη (korōnē, col significato di "cornacchia"), con l'aggiunta del suffisso -οἶδες (-oìdes, "simile a"), anch'esso di origine greca, e col significato di "simile a una cornacchia", in riferimento all'aspetto di questi uccelli.

## Descrizione

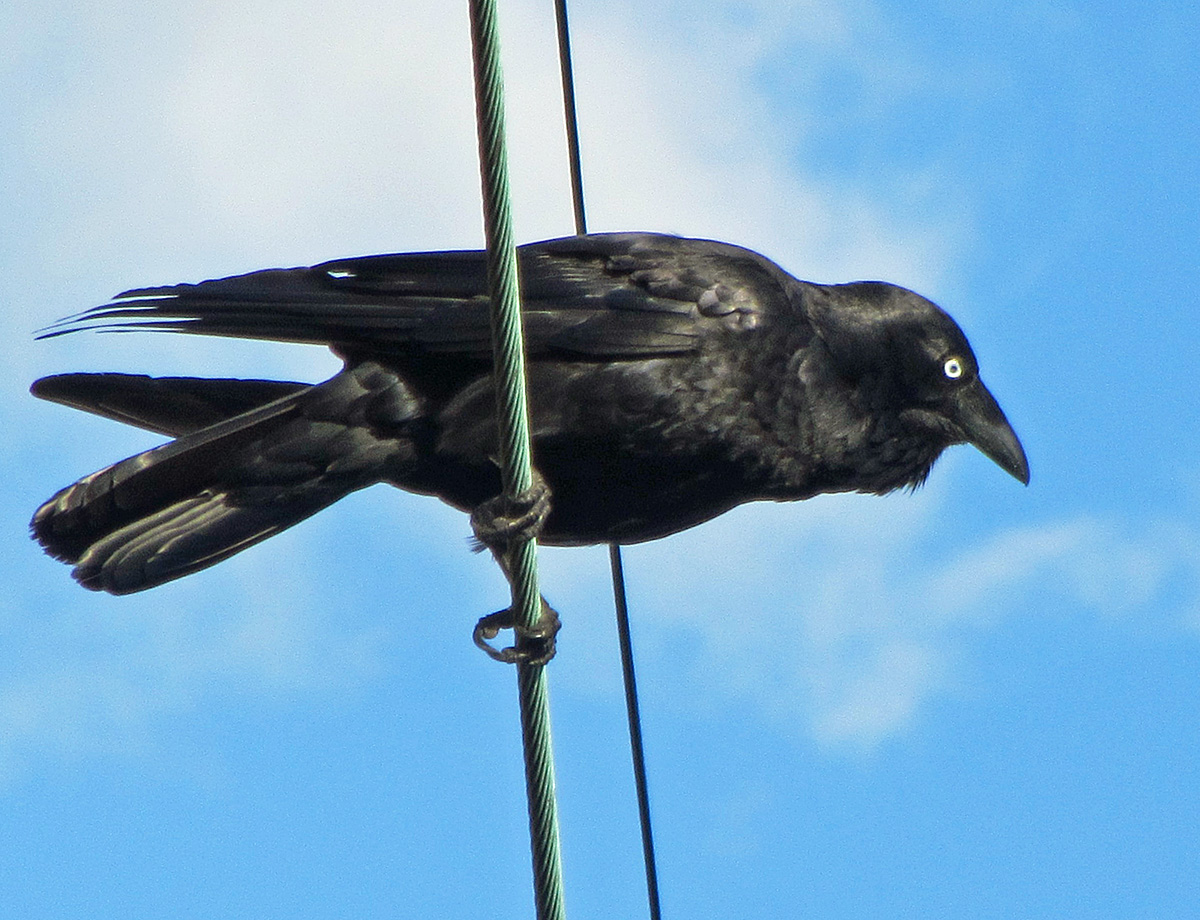
Esemplare a Sydney.

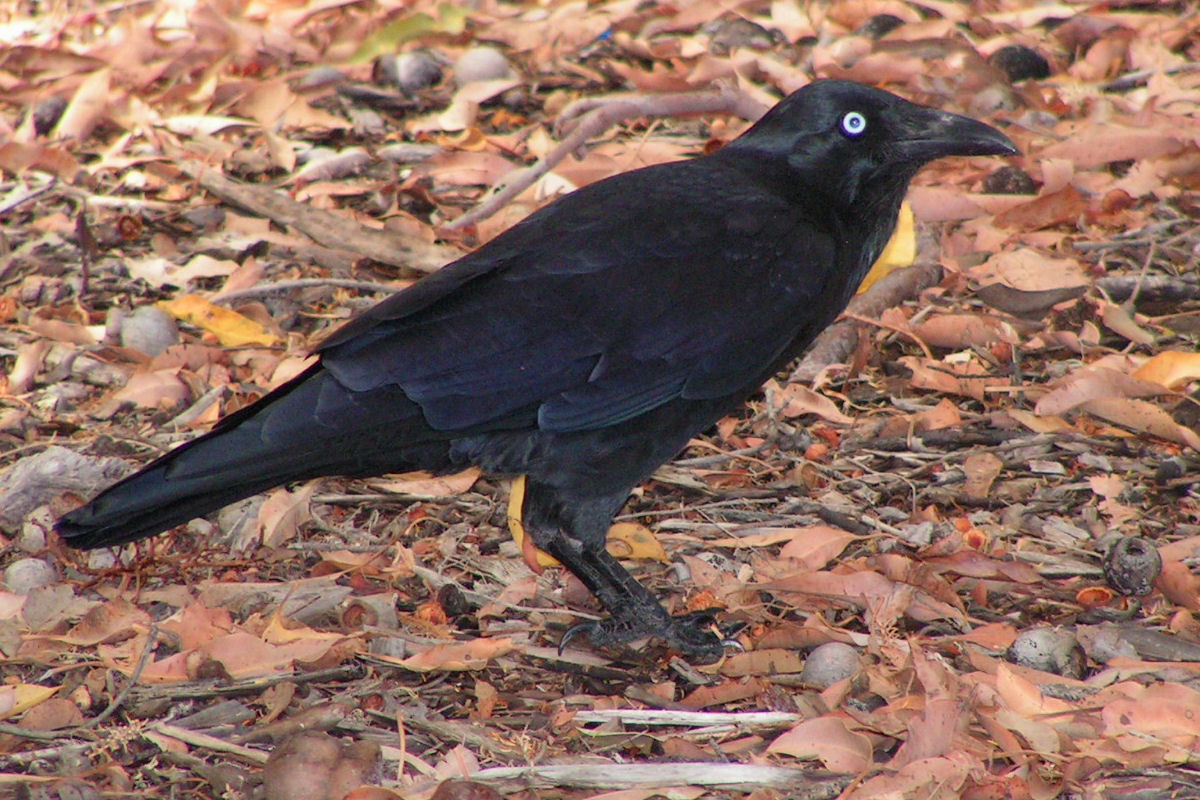
Esemplare a Nowra.

### Dimensioni
Misura 48-54 cm di lunghezza, per 500-820 g di peso. I maschi sono leggermente più grossi e pesanti rispetto alle femmine.

### Aspetto
Si tratta di uccelli dall'aspetto robusto e slanciato, muniti di testa squadrata con fronte sfuggente munita di becco conico e appuntito, robusto e lievemente arcuato verso il basso, collo robusto, lunghe ali digitate, lunghe zampe e coda piuttosto lunga e dall'estremità vagamente cuneiforme.

Nel complesso, il corvo imperiale australiano ricorda molto la cornacchia nera o il corvo imperiale vero e proprio, dai quali si distingue facilmente per gli occhi chiari: altre specie simpatriche con cui è possibile confonderlo vi sono il corvo imperiale minore (fino a tempi recenti classificato come sottospecie del corvo imperiale australiano, rispetto al quale è più piccolo e slanciato e dalle barbe golari bifide) ed il corvo di foresta (dalle dimensioni medie leggermente maggiori e dal becco più massiccio), ma da entrambi la specie si differenzia per la presenza di aree golari glabre.
Il piumaggio si presenta interamente di colore nero, dall'aspetto lucido e dalla consistenza vellutata: le penne presentano base grigia, visibile in condizioni di clima ventoso oppure quando l'animale arruffa le penne. Su testa, ali e coda sono presenti sfumature metalliche di colore blu-verdastro, visibili in particolar modo quando l'animale è esposto alla luce diretta.

La colorazione è identica nei due sessi.
Il becco e le zampe sono di colore nero: nera è anche l'area glabra al di sotto del becco, mentre gli occhi sono di colore bianco-azzurrino.

## Biologia

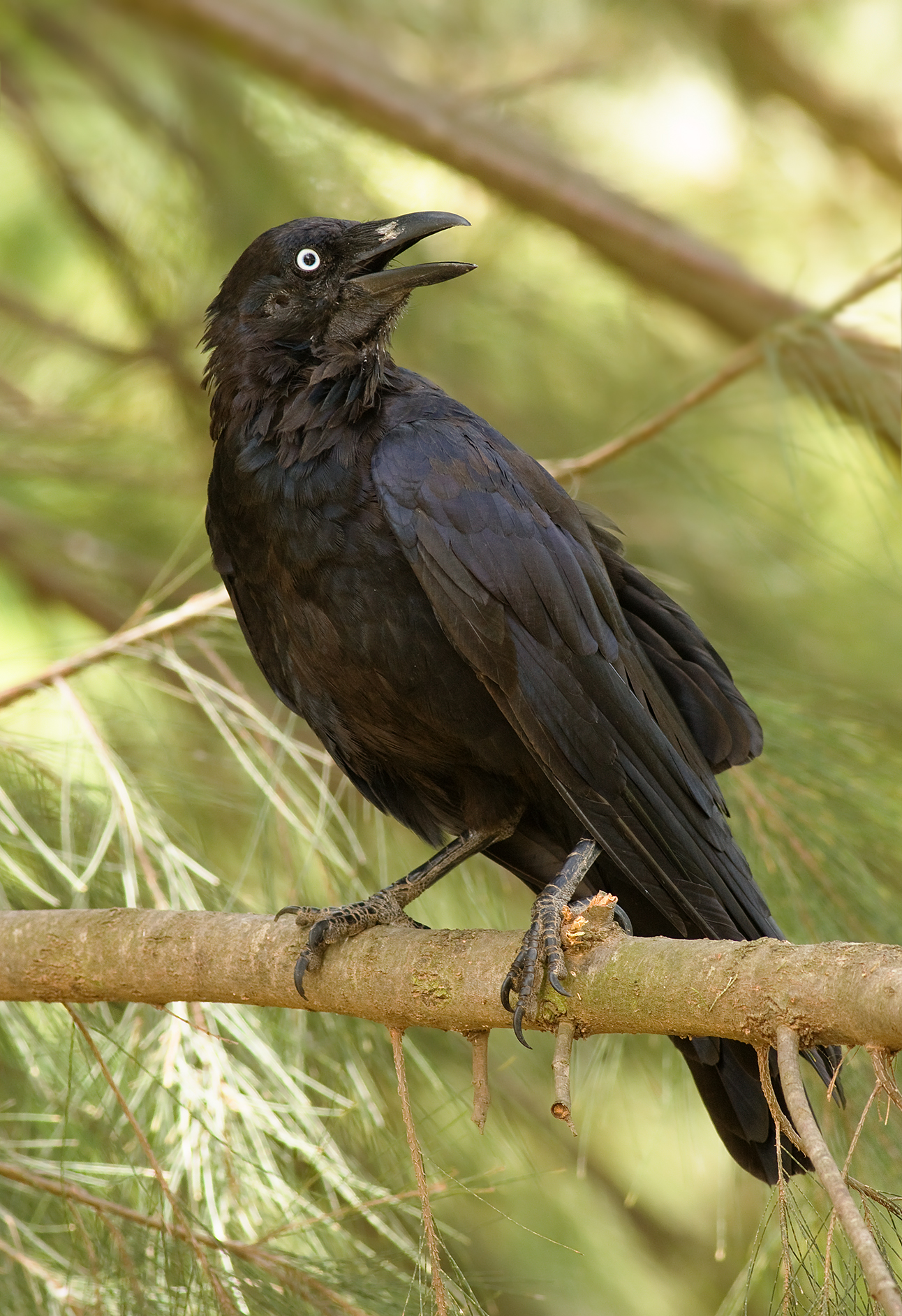
Esemplare vocalizza a North Canberra.

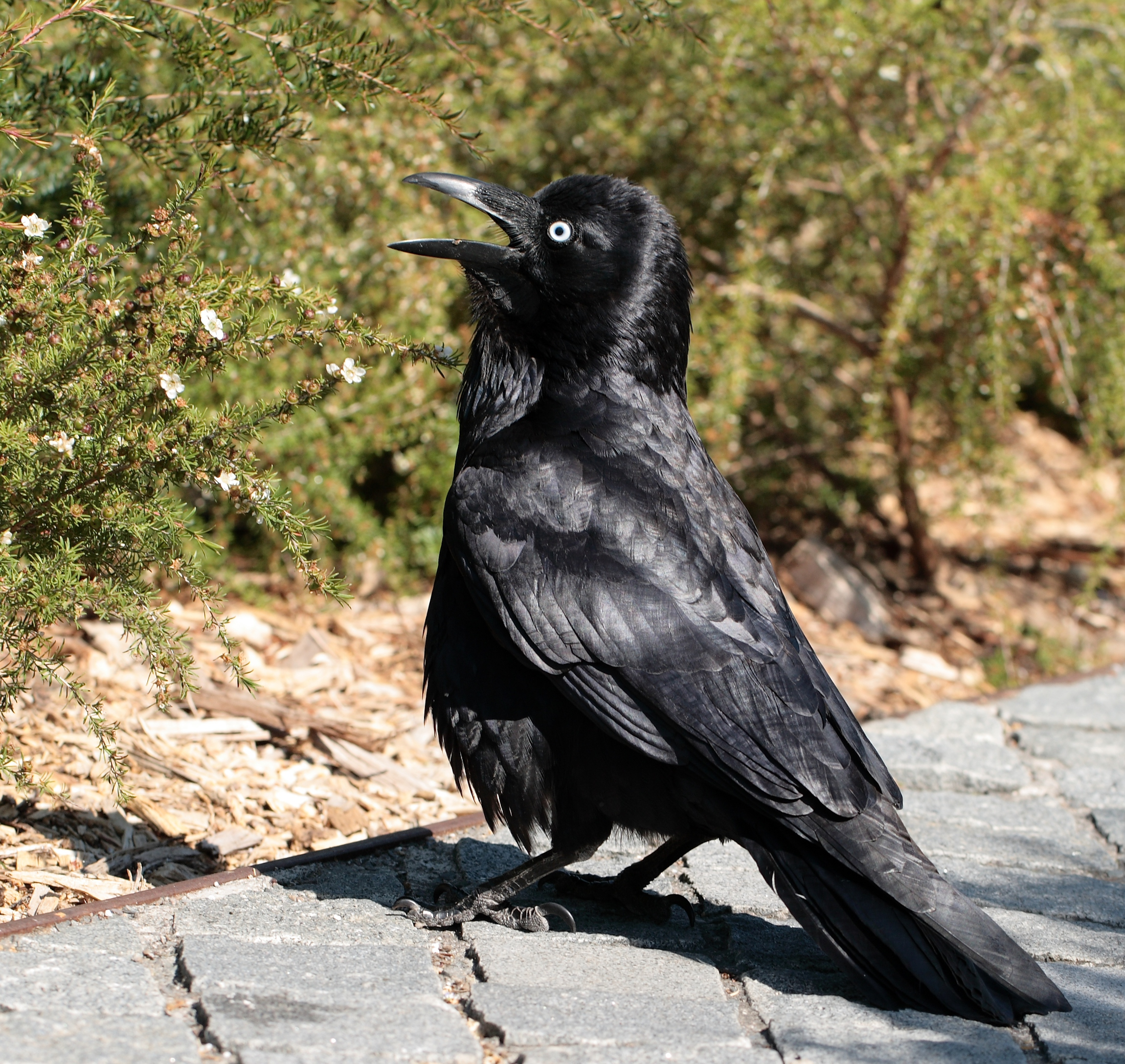
Esemplare vocalizza nell'università di Sydney.

Il crvo imperiale australiano è un uccello dalle abitudini di vita essenzialmente diurne, che una volta adulto tende a vivere in coppie sedentarie che oppuna territori di circa 120 ettari, all'interno del quale possono essere tollerati all'infuori del periodo degli amori esemplari isolati o piccoli stormi di passaggio, costituiti dai giovani o da individui ancora non riproduttivi. Il territorio viene difeso dai due partner mediante richiami aggressivi o con attacchi, consistenti in picchiate, rincorse aeree e financo l'arpionamento del dorso con le zampe: a farne le spese sono principalmente i rapaci, ma in generale vengono aggrediti tutti gli animali considerati un pericolo, come volpi o anche esseri umani.

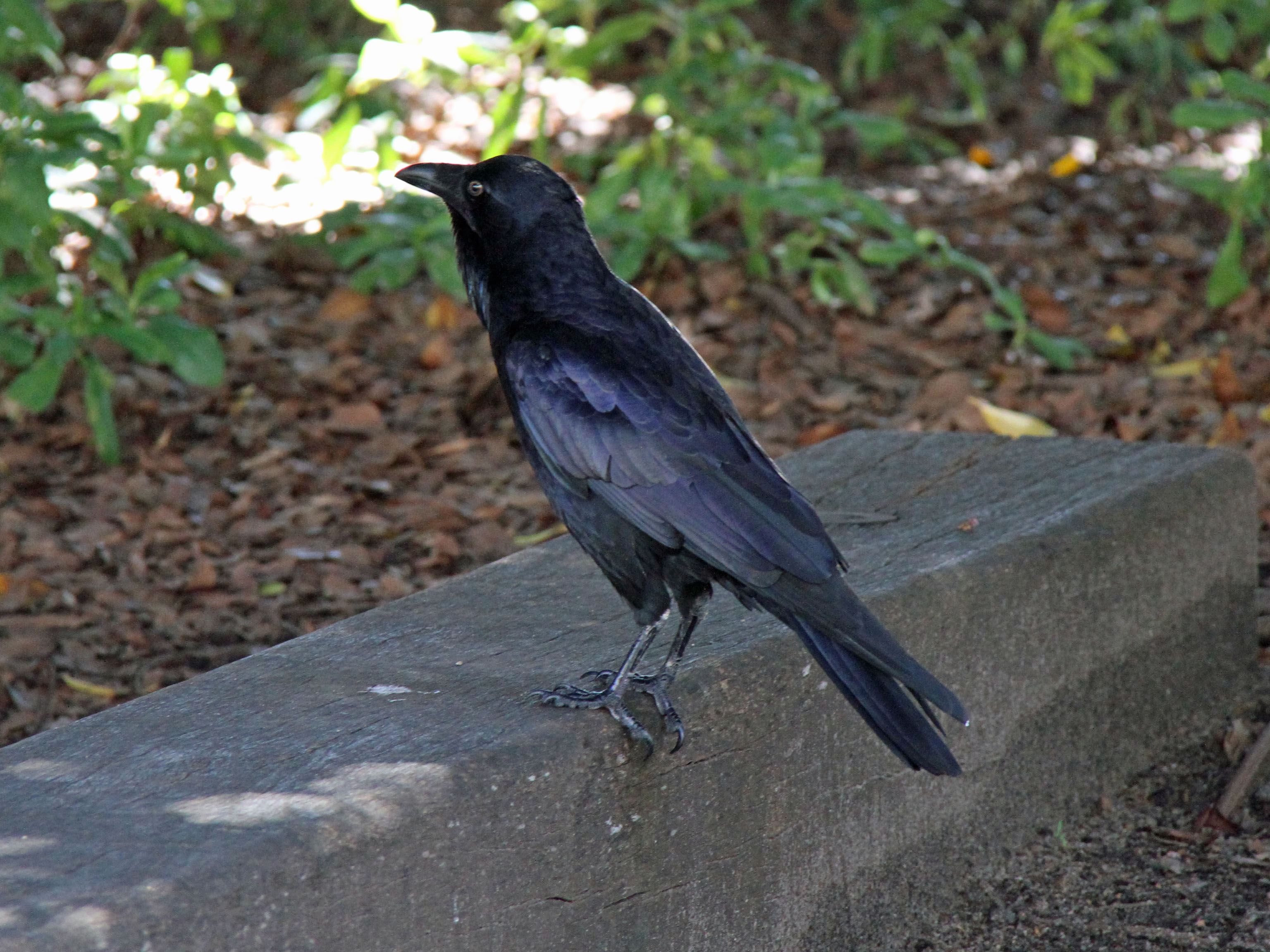
Esemplare a Sydney.

L'attività di questi uccelli è concentrata nelle prime ore del mattino e nel pomeriggio: essi passano la maggior parte della giornata alla ricerca di cibo al suolo, fermandosi generalmente per riposare durante le ore centrali della giornata, più calde, e ritirandosi nel tardo pomeriggio verso posatoi elevati per passare la notte. Durante le ore di riposo, non di rado i due partner passano molto tempo ad effettuare il grooming, pulendosi a vicenda il piumaggio di testa e dorso col becco.
I corvi imperiali australiani sono uccelli molto vocali: il richiamo di questi uccelli consiste in un gracchio miagolante e acuto, piuttosto lento e generalmente ripetuto tre volte, con tendenza ad abbassarsi nell'ultima sillaba. Durante le vocalizzazioni, questi corvi tengono il corpo in orizzontale (mentre le altre specie di corvo australiano tengono invece il corpo ben eretto in verticale), la coda abbassata e le barbe golari ben erette: a seconda della tonalità del richiamo è possibile intendere lo stato d'animo dell'animale che lo lancia, poiché esso diviene più forte ed acuto man mano che l'animale è più eccitato.

Oltre al richiamo classico, che serve per comunicare con tutti gli esemplari presenti nell'area circostante, le coppie o gli esemplari di uno stesso stormo interagiscono fra loro mediante bassi suoni chioccolanti, mentre questi ultimi comunicano alle prime l'intenzione di essere solamente di passaggio sul loro territorio mediante lunghi gracchi monosillabici.

### Alimentazione
Pur essendo un uccello virtualmente onnivoro e molto opportunista, che si ciba di qualsiasi corsa riesca a reperire durante la giornata, il corvo imperiale australiano presenta una componente carnivoro/insettivora della dieta nettamente predominante sulle altre.

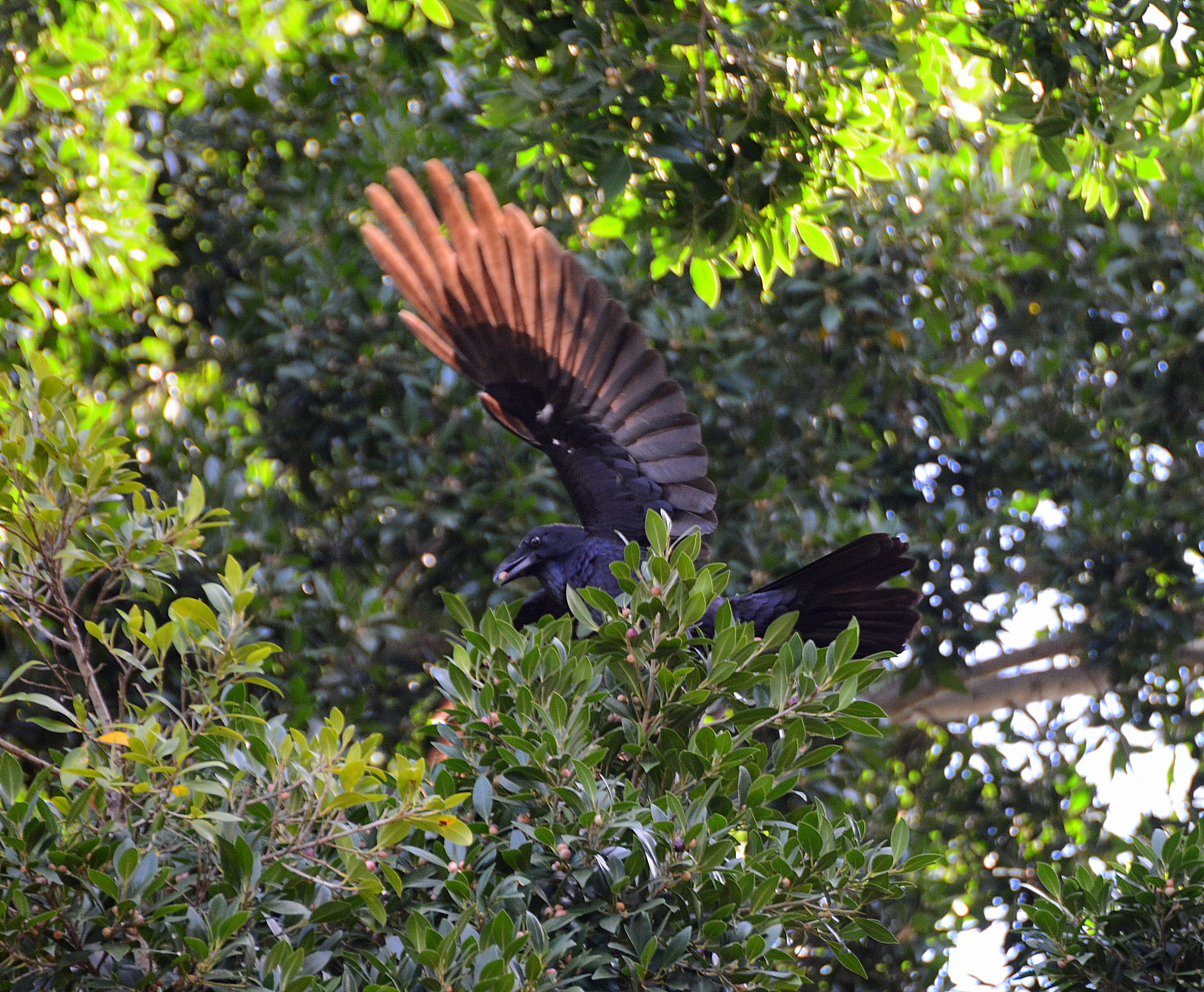
Esemplare atterra con cibo nel becco.

Fra gli alimenti di origine animale consumati da questi uccelli vi sono insetti (cicale, cavallette, coleotteri come gli Anoplognathus, noctuidi) ed altri invertebrati (ragni, millepiedi, centopiedi, questi ultimi decapitati prima di essere consumati, lumache, ed anche gamberi di fiume australiani prelevati dalle acque basse, mentre i vermi vengono poco considerati per l'alimentazione), le loro larve, nonché piccoli vertebrati come uova e nidiacei ottenuti razziando i nidi, piccoli uccelli (fino alla taglia di un introdotto storno o di un cacatua rosa adulto) e mammiferi (topolini, coniglietti, piccoli marsupiali), nonché rettili di piccola taglia. Il corvo imperiale australiano è inoltre un grande consumatore di carogne, dalle quali ottiene cibo sia sotto forma di carne che di insetti saprofagi e delle loro larve. Fra i cibi di origine vegetale, consumati soprattutto durante l'autunno, vi sono frutta, bacche e granaglie, nonché, stando ad una singola osservazione, il nettare d'eucalipto.

I corvi imperiali australiani hanno imparato a sfruttare la crescente antropizzazione del loro areale a loro vantaggio, ottenendo grandi quantità di cibo sotto forma di scarti e rifiuti.
Il cibo viene cercato principalmente al suolo o (nel caso dei nidi) fra i rami degli alberi, e consumato al momento, a meno che la coppia non sia in riproduzione ed intenda portarlo alla prole, caso in cui esso viene conservato sotto la lingua durante il trasporto: sebbene raramente, anche i corvi imperiali australiani sono stati osservati nascondere il cibo in eccesso in buchi scavati nel terreno col becco. Per cercare fra i detriti ed il fogliame, nonché per trasportare il cibo, viene utilizzato sempre il becco, piuttosto che le zampe: il cibo particolarmente coriaceo, come ad esempio la frutta a guscio o le lumache, viene poggiato su un supporto duro (una roccia appiattita o un paletto di una staccionata) e frantumato a colpi di becco. Talvolta, i corvi imperiali australiani rubano le palline da golf dai campi, verosimilmente scambiandole per uova incustodite.
Questi corvi sono dei grandi bevitori: durante i periodi caldi, essi possono recarsi a bere anche dieci volte al giorno. L'acqua viene utilizzata anche per lavare il cibo, così come per tenere in ammollo i biscotti prima di consumarli.

### Riproduzione
La stagione riproduttiva va dalla fine di luglio alla fine di ottobre, con una media di due covate l'anno portate avanti: si tratta di uccelli monogami, sebbene in un caso sia stato osservato un maschio bigamo con due compagne in due territori adiacenti. Le coppie durano per la vita: se la femmina muore, il maschio rimane nello stesso territorio cercando di trovare una nuova compagna, mentre viceversa la femmina comincia a vagare fra i territori circostanti alla ricerca di un partner.

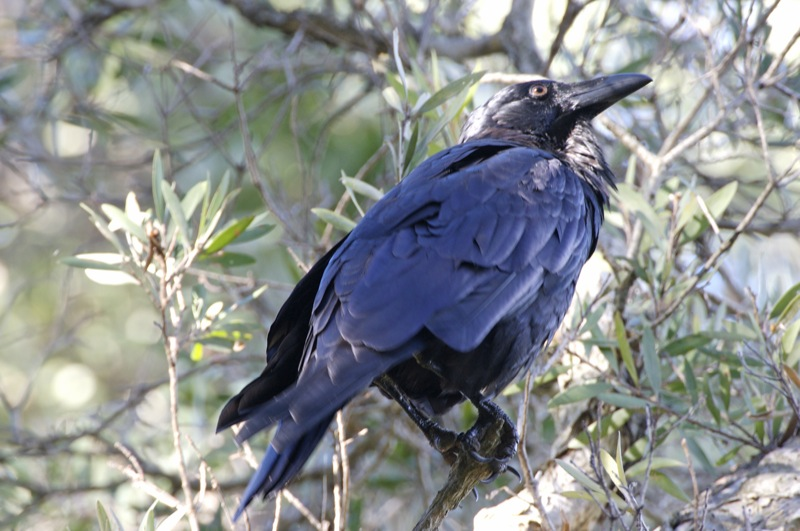
Giovane esemplare (notare gli occhi bruni) a Sydney.

La specie nidifica in posti sopraelevati, come alberi isolati o più alti rispetto a quelli circostanti, lampioni o edifici (fra cui i mulini a vento, che verosimilmente hanno permesso a questi uccelli nel corso del XIX secolo di espandere il proprio areale in direttrice nord-ovest).

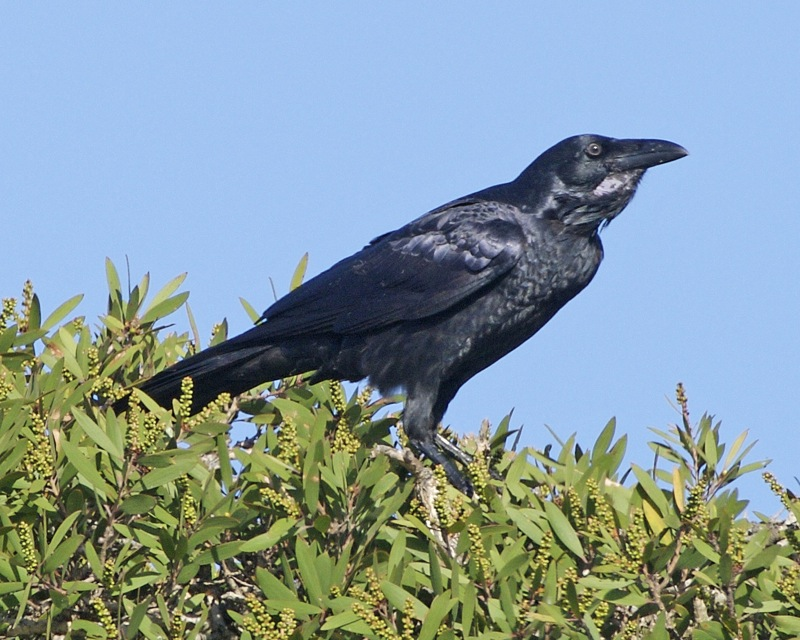
Esemplare subadulto a Sydney.

Il nido, voluminoso e grossolano, ha la forma di una coppa con piattaforma circostante e viene edificato da ambedue i sessi (col maschio che fornisce il materiale e la femmina che lo intreccia) sulla biforcazione del tronco appena sotto la canopia, intrecciando rametti e fibre vegetali e foderando l'interno con pezzetti di corteccia, pelame e piumino.

All'interno del nido, la femmina depone 3-6 uova di colore verde-azzurrino con screziature di color bruno-olivastro, che provvede a covare da sola (imbeccata e protetta dal maschio, che rimane di guardia nei pressi del nido durante tutto il processo d'incubazione) per circa 20 giorni, al termine dei quali schiudon pulli ciechi ed implumi.

I nidiacei, rosa alla nascita, divengono grigi verso il quinto giorno d'età, a causa della formazione delle penne sotto la pelle: a quest'età, essi cominciano generalmente ad aprire gli occhi, processo che si ultima tuttavia a 11-12 giorni di vita, quando anche le penne divengono visibili. I piccoli sono del tutto piumati a 35-36 giorni dalla schiusa: essi cominciano a tentare l'involo a 40-45 giorni di vita, continuando tuttavia a rimanere coi genitori ancora per 3-4 mesi prima di rendersene indipendenti. I giovani sono piuttosto goffi e non in grado di reperire tutto il cibo del quale hanno bisogno prima dei tre mesi di vita: non di rado, essi sconfinano nei territori circostanti, venendo aggrediti dalle altre coppie in nidificazione e generando combattimenti fra queste ed i propri genitori, frattanto accorsi per recuperare la prole.

I giovani presentano occhi di colore blu-grigiastro, che diviene in seguito bruno fino ai quindici mesi, quando comincia a svilupparsi attorno alla pupilla la colorazione bianco-azzurrina che sostituisce il bruno entro i 2-3 anni di vita dell'animale. Una volta allontanatisi dai genitori, i giovani si riuniscono in piccoli stormi di 8-30 individui, che occupano piccoli territori di 260 km2: a loro volta, questi gruppi si fondono fra loro a formare stormi di maggiore consistenza, nei quali confluiscono anche gli esemplari adulti non accoppiati, i quali mostrano nomadismo e percorrono centinaia di chilometri alla ricerca di cibo.
La maturità sessuale viene raggiunta attorno al secondo anno d'età, sebbene raramente un corvo imperiale australiano riesca a trovare un partner prima dei tre anni: la speranza di vita in natura è di circa 8 anni, col record appartenente ad un individuo inanellato da adulto (quindi ad oltre tre anni d'età) e ricatturato vivo 12 anni e 5 mesi dopo.
La specie subisce parassitismo di cova da parte del cuculo becco scanalato.

## Distribuzione e habitat

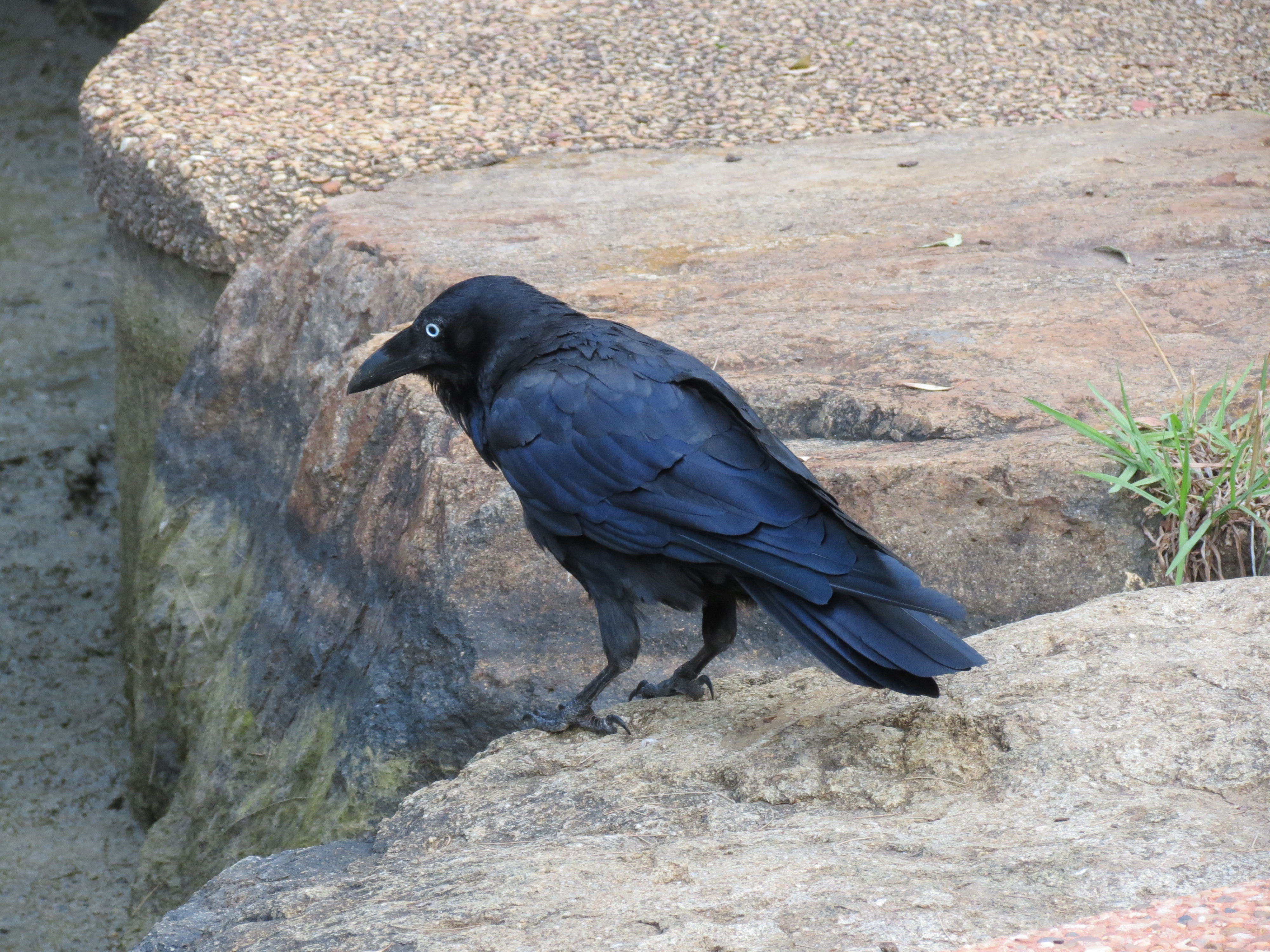
Esemplare a Canberra.

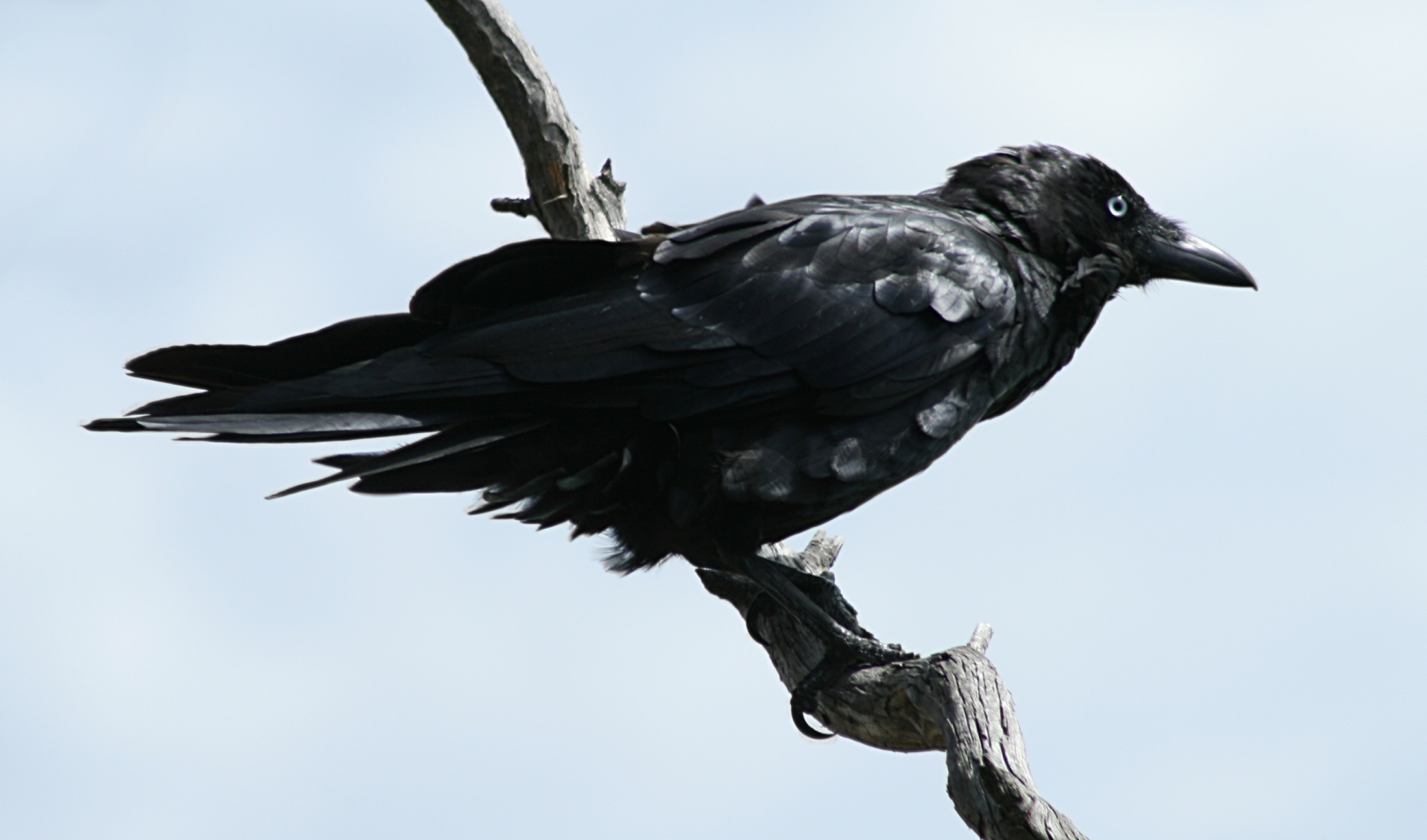
Esemplare nel Nuovo Galles del Sud.

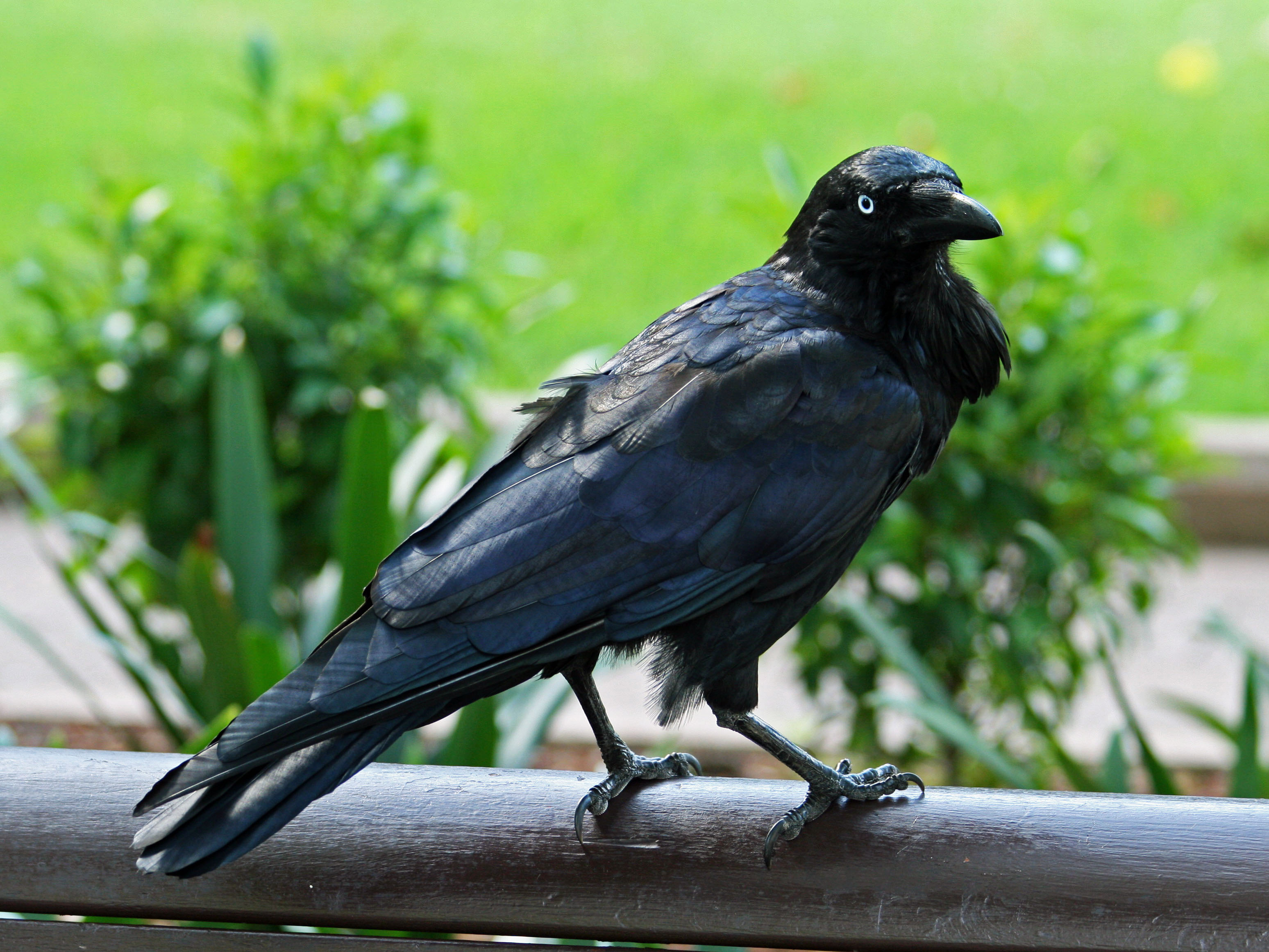
Esemplare a Sydney.

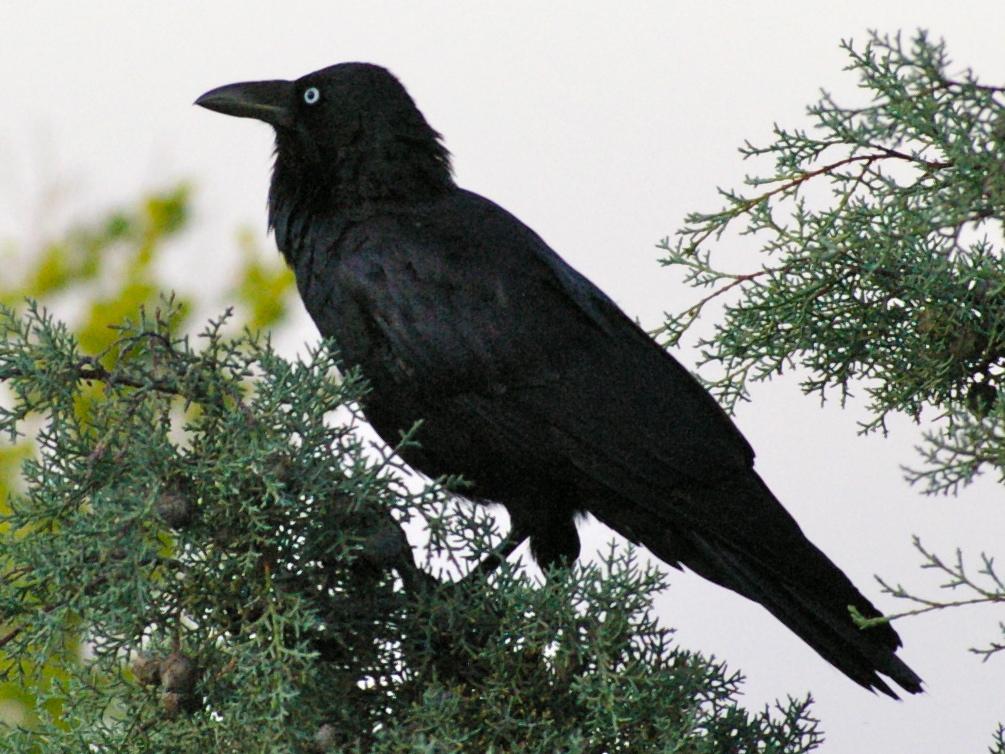
Esemplare in natura.

Il corvo imperiale australiano, come intuibile dal nome comune, è endemico dell'Australia, della quale popola l'intero settore centro-orientale, la fascia costiera meridionale e quella occidentale, a nord grossomodo fino alla Shark Bay. La specie manca dal Top End e dalla costa settentrionale e nord-occidentale dell'isola, nonché dalla vasta area desertica centro-occidentale e dalla Tasmania: essa è inoltre rara sulle Alpi australiane, a Melbourne e Adelaide (dove viene sostituita dall'affine e fino a non molto tempo fa conspecifico corvo imperiale minore), a Brisbane (dove viene rimpiazzato dal corvo di Torres), nel Gippsland e in alcune aree del Nuovo Galles del Sud nord-orientale (dove viene sostituita dal corvo di foresta), nella penisola di Capo York e sulla costa del golfo di Carpentaria, risultando comune solo a partire grossomodo a sud di Rockhampton). Popolazioni sono presenti anche a Rottnest Island e Kangaroo Island.
Il corvo imperiale australiano è una specie generalmente residente, allontanandosi raramente di più di 5 km dal proprio territorio di appartenenza: tuttavia, specialmente i giovani e gli esemplari non riproduttivi presentano un certo potenziale di dispersione, con esemplari accidentali segnalati sull'isola di Lord Howe.
Si tratta di uccelli molto versatili, che colonizzano un po' tutti gli habitat presenti nel loro areale, dai pascoli alpini fino a 2000 m di quota alle aree sabbiose costiere attraverso la macchia mediterranea a sclerofillo, i mangrovieti e le aree coltivate, evitando però quelle troppo densamente alberate: in generale, qualsiasi posto dove siano presenti aree aperte per reperire il cibo ed uno o più punti sopraelevati dove passare la notte e nidificare è sufficiente ad ospitare una popolazione stabile di corvi imperiali australiani.

## Tassonomia
Se ne riconoscono due sottospecie:

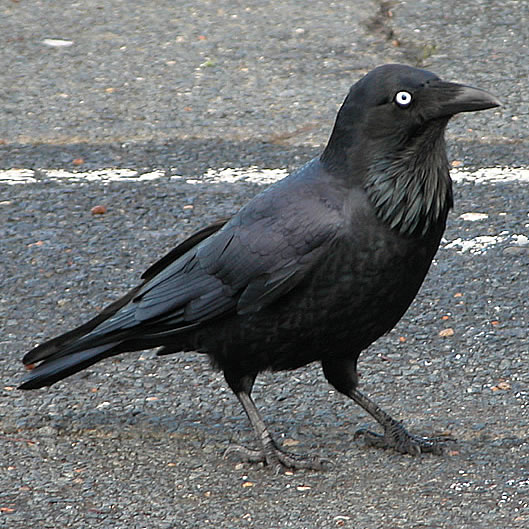
Esemplare della sottospecie perplexus a Perth.

- Corvus coronoides coronoides Vigors & Horsfield, 1827 - la sottospecie nominale, diffusa nella porzione orientale dell'areale occupato dalla specie, grossomodo fino alle propaggini orientali della piana di Nullarbor;
- Corvus coronoides perplexus Mathews, 1912 - diffusa nella porzione occidentale dell'areale occupato dalla specie;

Le due sottospecie appaiono piuttosto distanti fra loro, e potrebbero rappresentare due specie a sé stanti: la presunta sottospecie difficilis viene considerata il risultato dell'analisi di giovani soggetti aberranti, e pertanto non ritenuta valida, mentre in passato veniva considerata una sottospecie di questi uccelli anche il corvo imperiale minore.

Verosimilmente, l'ultimo antenato comune dei corvi australiani, giunto da nord-ovest, cominciò a divergere, prima col distacco dei piccoli corvo minore e cornacchia delle Bismarck ed in seguito, con l'abbassamento della temperatura e la desertificazione del centro dell'isola-continente, in quelli che poi diverranno il corvo imperiale australiano nella porzione occidentale, il corvo imperiale minore nelle aree secche della porzione orientale ed il corvo di foresta nelle porzioni boschive, con la prima che ha poi esteso il proprio areale verso est a spese dell'ultima (che infatti in Australia continentale occupa unicamente le aree di foresta fitta che il corvo imperiale australiano evita, mentre in Tasmania è presente un po' in tutti gli ambienti).